# 64288 Lamchiuying
64288 Lamchiuying è un asteroide della fascia principale. Scoperto nel 2001, presenta un'orbita caratterizzata da un semiasse maggiore pari a 2,3754965 UA e da un'eccentricità di 0,1494112, inclinata di 2,88894° rispetto all'eclittica.